# Joseph de Cambis
Pour les articles homonymes, voir Cambis.
Joseph Louis Dominique de Cambis, marquis de Velleron, seigneur de Cayranne et de Fargues, né le 23 avril 1658 à Avignon et mort le 6 janvier 1736 à Avignon, est un officier de marine français du XVIIIe siècle. Commandeur de l'ordre royal et militaire de Saint-Louis, chef d’escadre des galères, capitaine-général des côtes de Provence.

## Biographie

### Origines et famille
Joseph de Cambis descend de la maison de Cambis par son père et de la maison de Forbin par sa mère. La maison de Cambis (ou Cambi), connue depuis 1256, est originaire de Florence, où les plus anciens ont eu les premières dignités de l'État de Toscane, prieurs de la liberté, gonfaloniers, et autres ; ils ne se sont pas signalés seulement dans l'administration de la république, mais par leur valeur et leurs épées toujours au service de la France. La terre et seigneurie de Velleron, dans le Comtat Venaissin, est érigée en marquisat, par bulle du pape Clément IX du 31 juillet 1668, en faveur de François de Cambis.
Il est le fils de François de Cambis, marquis de Velleron et de Jeanne de Forbin-Janson, sœur du cardinal de Janson. Ses parents se marient le 30 décembre 1652.

### Carrière militaire
Il est page du Roi Louis XIV c'est sous le règne de ce dernier qu'il entre dans la Marine royale. Il le suit en Flandre en qualité de volontaire ; et, après avoir fait plusieurs campagnes tantôt sur les vaisseaux, tantôt sur les galères, le Roi le nomme capitaine d'une de ses galères, en 1690. II en commande deux en 1693, et participe à la lutte contre les corsaires majorquins qui étaient nombreux au large des côtes de Provence. II leur livre plusieurs combats qui rendent son nom célèbre parmi les insulaires. Le pape Innocent XII, par un Bref de la même année, l'honore de la charge de Colonel-général de l'infanterie de la Ville d'Avignon, et du Comtat Venaissin. Il ne trouva pas l'occasion de se distinguer dans ce dernier emploi, les soldats du Pape ayant rarement l'opportunité de le faire. Mais il s'acquiert beaucoup de gloire chaque fois que les galères du Roi sont employées. Il en commande les troupes à Alger, à Gênes et à Rozo avec expérience, et sa présence d'esprit qui lui valent les plus grands éloges. Il se distingue en 1701, à la défense des forts des environs de Cadix contre les Anglais et les Hollandais. Celui de Mategorde lui doit alors sa conservation. Tant de services signalés ne restent pas sans récompense, le Roi lui donne la Croix de Saint-Louis, et en 1715 il le nomme pour commander les troupes qu'il projetait d'envoyer à Malte, afin de défendre l'île. Les dispositions qu'il avait prises sont inutiles et cette expédition n'a finalement pas lieu. Le marquis de Cambis est alors nommé Capitaine-Général de la côte d'Arles. En 1716, les États de la Province du Comtat Venaissin l'envoient féliciter le roi Louis XV pour son avènement au Trône, et lui demander la confirmation des Privilèges accordés par les Rois ses prédécesseurs à cette Province. II obtint l'objet de ses demandes et à son Audience de congé, Louis XV lui offre son portrait enrichi de diamants.
Le marquis de Cambis est fait chef d'escadre des galères en 1719 ou le 10 décembre 1720. Le Roi le choisit en 1715, pour commander quatre galères, avec lesquelles il croise au large des côtes d'Italie, assure la sécurité des navires de commerce français, et fait respecter le pavillon du Roi, sur tous les parages qu'il parcourt. Au retour de cette campagne, il instruit le Roi et le Ministre de la Marine, de ses démarches et de ses succès. Louis XV le nomme Commandeur de l'Ordre royal et militaire de Saint-Louis, et lui donne une pension de 3 000 livres.
Il commande pendant plusieurs années en qualité de premier chef d'escadre, et il s'acquiert l'estime de ceux qui étaient sous ses ordres. Il allait obtenir la charge de Lieutenant-général des galères, lorsqu'il est atteint par une maladie. Il meurt à Avignon le 6 janvier 1736 à l'âge de 79 ans, et est enterré dans le tombeau de ses ancêtres dans la cathédrale Notre-Dame des Doms d'Avignon.

## Mariage et descendance
Il épouse le 31 janvier 1693, Angélique de Cambis, dame de Fargues, dont :
- Joseph-Louis-Dominique de Cambis (né en novembre 1706), marquis de Velleron, seigneur de Cayrane et Fargues, capitaine de dragons ;
- Angélique Toussaint de Cambis, mariée le 16 mars 1716 à Joseph Louis Gras ;
- Jeanne de Cambis, mariée le 16 avril 1719 à Antoine Hortager.

### Sources et bibliographie
- Claude-François Achard, Histoire des hommes illustres de la Provence, Mossy, 1787 (lire en ligne), p. 152-153
- Mercure de France, vol. 17, avril 1756 (lire en ligne), p. 227